# فویسدورف
فویسدورف (به آلمانی: Feusdorf) یک شهر در آلمان است که در فولکانایفل واقع شده‌است. فویسدورف ۵۸۰ نفر جمعیت دارد.